# Eminem

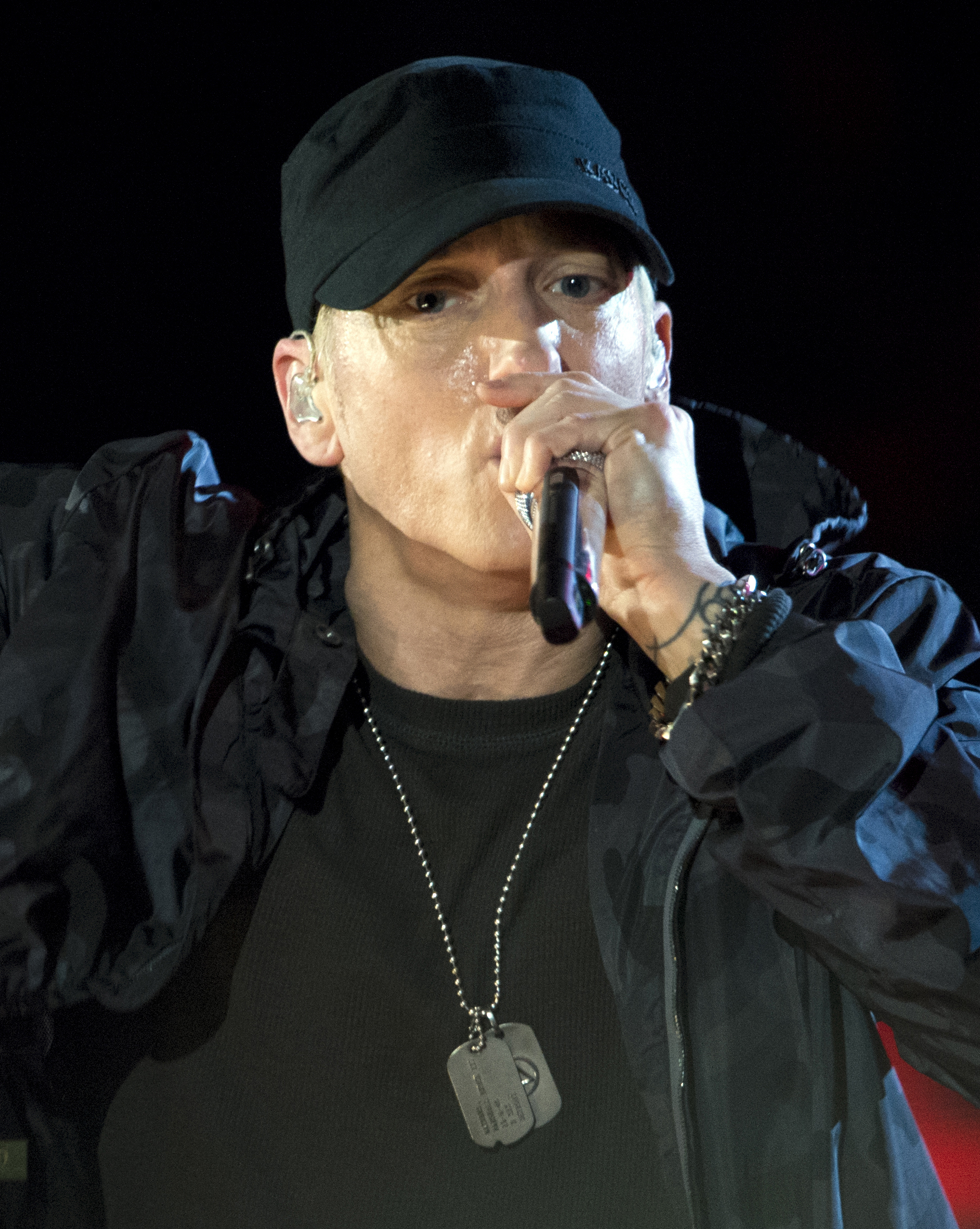
Eminem (2014)

Eminem (* 17. Oktober 1972 als Marshall Bruce Mathers III in St. Joseph, Missouri), auch bekannt als Slim Shady, ist ein US-amerikanischer Rapper, Songwriter und Musikproduzent. Er ist Grammy-, Oscar-, und Emmy-Preisträger und laut Billboard-Magazin der erfolgreichste Musiker der 2000er-Jahre in den Vereinigten Staaten. So sind seine Alben The Eminem Show das dritt- und The Marshall Mathers LP das siebtbestverkaufte Album des Jahrzehnts in den USA. Weltweit hat er in seiner Karriere laut Schallplattenauszeichnungen bislang über 415 Millionen Tonträger verkauft, womit er zu den erfolgreichsten Interpreten aller Zeiten gehört. Mit mehr als 15 Millionen Verkäufen zählt er auch zu den erfolgreichsten Musikern in Deutschland.
Die Musikzeitschrift Rolling Stone bezeichnete Eminem 2011 als „King of Hip-Hop“. Der Rapper ist Mitinhaber des Musiklabels Shady Records und war Mitglied der Hip-Hop-Formationen Soul Intent, The Outsidaz, D12 sowie Bad Meets Evil. Der Name Eminem ergibt sich aus der Aussprache seiner Initialen „M & M“ und wird auch EMINƎM geschrieben.

## Leben

### Kindheit und Jugend

Eminems Logo

Eminem wurde 1972 als Marshall Bruce Mathers III in St. Joseph im US-Bundesstaat Missouri geboren, wo er auch seine ersten Lebensjahre verbrachte. Seine Eltern Marshall Bruce Mathers II (1952–2019) und Debbie Nelson (1955–2024) heirateten 1972. Als Mathers sechs Monate alt war, verließ der Vater die Familie und zog nach Kalifornien. Seine bei der Geburt erst 17 Jahre alte Mutter war nach Mathers Aussage drogenabhängig, gewalttätig und litt zudem unter dem Münchhausen-Stellvertretersyndrom.
Die Familie zog oft um, was zu mehreren Schulwechseln des jungen Mathers führte. Er wurde als „der Neue“ oft Opfer von Mobbing in der Schule. Anfang 1982 lag er nach einer besonders heftigen Prügelattacke eines Mitschülers fünf Tage lang mit Hirnblutungen im Koma. Außerdem erlitt er einen zeitweisen Seh- und Gehörverlust. Seine Mutter verklagte die Schule. Das Verfahren wurde ein Jahr später eingestellt. Im Alter von zwölf Jahren zog Mathers mit seiner Mutter nach Warren, einer von Kriminalität geprägten Vorstadt von Detroit in Michigan. Hier verbrachte er seine Jugend als Weißer in einer überwiegend von Afroamerikanern bewohnten Gegend.
Mathers Onkel, der nur wenige Monate älter als er selbst war, begeisterte ihn für den Rap. Vor allem die Beastie Boys und N.W.A wurden zu seinen musikalischen Vorbildern. Unter dem Pseudonym „M & M“ begann Mathers im Alter von 14 Jahren selbst zu rappen und beteiligte sich des Öfteren an Freestyle-Battles an der Osborn High School. Bereits dort konnte er sich einen Namen als Undergroundrapper machen. Im Alter von 15 Jahren lernte er seine spätere Frau Kimberly Ann „Kim“ Scott kennen. Nachdem er die neunte Klasse wegen schlechter Noten und Fernbleibens vom Unterricht zweimal wiederholt hatte, brach er im Alter von 17 Jahren die Schule ab. Nach der Highschool verdiente er sich Geld mit verschiedenen Aushilfsjobs und wechselte häufig seine Wohnung, meist weil er die Miete nicht bezahlen konnte. 1991 beging Mathers’ Onkel Suizid. Dieser Vorfall prägte ihn sehr, da er für ihn Vorbild, Vaterersatz und Freund gewesen war.

### 1992–1998: Erste Erfahrungen

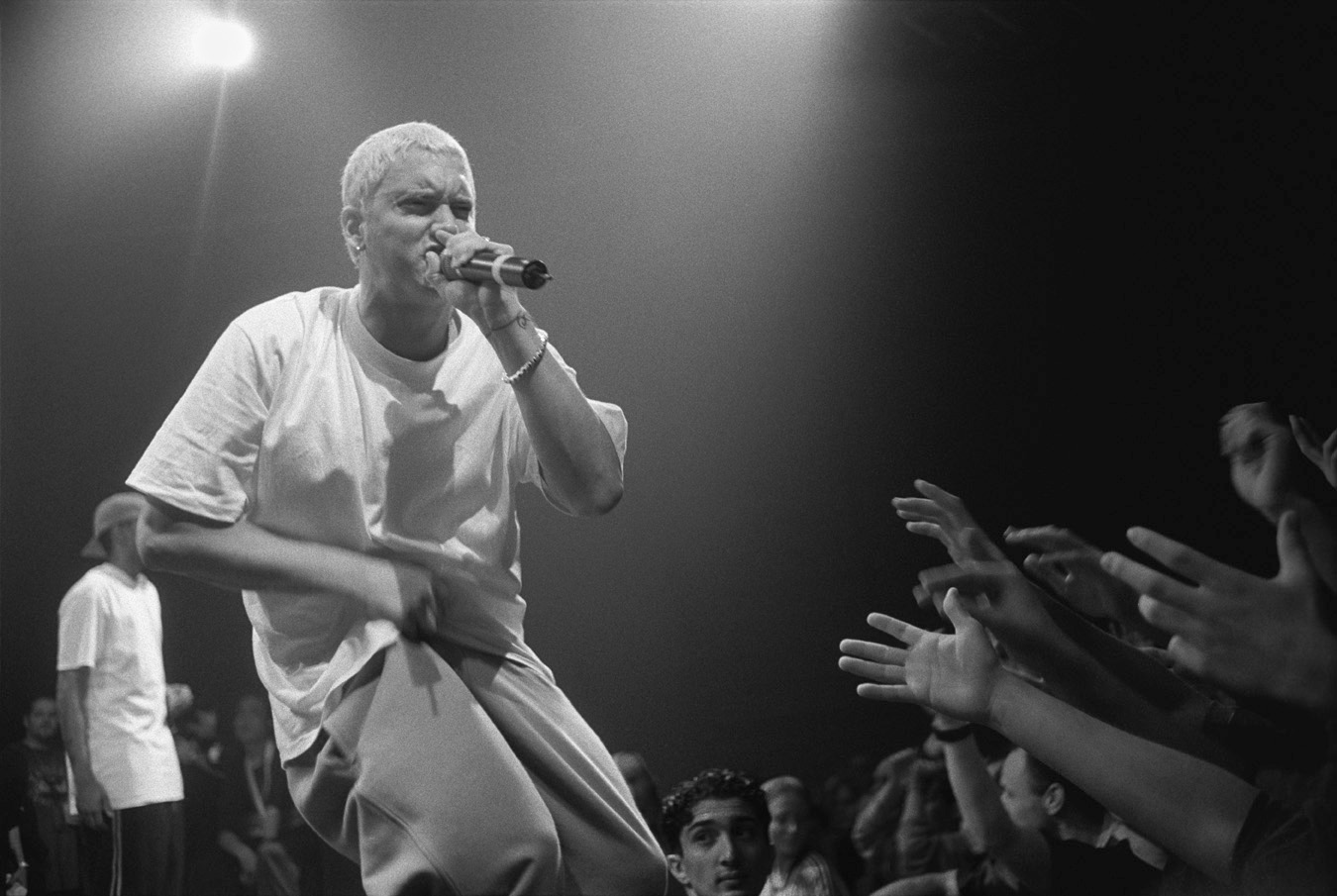
Eminem in München (1999)

1992 wurde Mathers vom Detroiter Label FBT Productions der Brüder Mark und Jeff Bass unter Vertrag genommen und stieß zur Rapcrew Bassmint Productions, bestehend aus Proof, Chaos Kid, Manics, DJ Buttafingas. Die Gruppe benannte sich später in Soul Intent um und veröffentlichte 1995 über Mashin’ Duck Records ihre erste Single Fuckin’ Backstabber.
1995 gab Mathers seinen bis dahin benutzten Künstlernamen „M & M“ auf, um namensrechtliche Probleme mit der Mars Inc., dem Hersteller der Süßigkeit M&M’s, zu vermeiden und nannte sich Eminem. Am 25. Dezember 1995 wurde Mathers’ und Scotts Tochter geboren. Zudem adoptierte das Paar Scotts Nichte, nachdem deren Eltern bei einem Unfall ums Leben gekommen waren.
1996 lernte er seinen späteren Manager Paul Rosenberg kennen, einen früheren Rapper und angehenden Anwalt. Im selben Jahr nahm er mit FBT-Productions sein Debütalbum Infinite auf, das in einer Auflage von tausend Stück erschien und von Eminem meist als Demo benutzt wurde, um sich bei Verlagen vorzustellen. Eine besondere Beachtung bei den Käufern fand Infinite nicht.

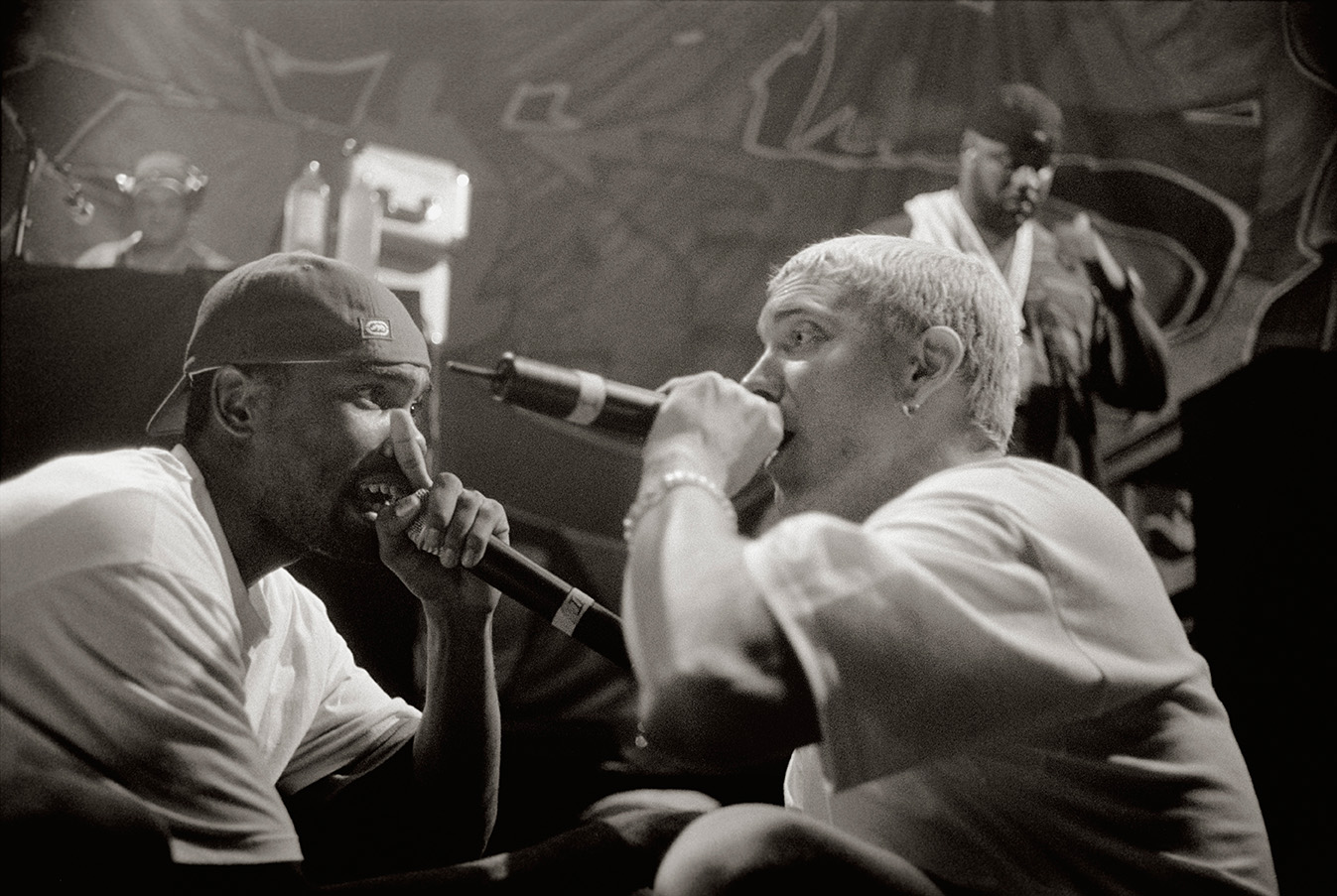
Eminem bei einem Auftritt mit Proof in München (1999)

1996 begründete der Rapper Proof ein loses Kollektiv von sechs Rappern, zu dem Eminem nach dem gewaltsamen Tod eines Mitgliedes zuletzt hinzustieß. Proof regte an, dass sich jeder Teilnehmer ein Alter Ego schaffen solle, um hinter dessen Maske unbeschwert seinen eigenen Hardcore-Style zu kreieren. Da aus den ursprünglich sechs Rappern im übertragenen Sinne zwölf wurden, nannte er die Verbindung D12, Dirty Dozen (engl. für Dreckiges Dutzend). Eminem erschuf sich daraufhin die Figur „Slim Shady“ und nahm die Slim Shady EP auf.
1997 konnte Eminem den zweiten Platz bei der Rap-Olympiade erringen sowie den Freestyle Performer of the Year-Award gewinnen. So wurde Jimmy Iovine, CEO von Interscope Records, auf den Detroiter Rapper aufmerksam und spielte dem Produzenten Dr. Dre eine Kopie der Slim Shady EP vor. Dieser nahm Eminem daraufhin unter Vertrag und produzierte mit ihm das Album The Slim Shady LP.

### 1999–2005: Kommerzieller Erfolg

Logo bis 2012

The Slim Shady LP erschien im Februar 1999 und erreichte Platz 2 der amerikanischen Billboard-Charts. Das Album erhielt für mehr als vier Millionen verkaufte Einheiten in den USA am 14. November 2000 vier Platin-Auszeichnungen.
Mit der steigenden Popularität begannen auch kontroverse Debatten über die Texte des Rappers. Im Song ’97 Bonnie and Clyde beschreibt er etwa, wie der Protagonist mit seiner Tochter an den Strand fährt, um die Leiche ihrer Mutter loszuwerden, während der Song Guilty Conscience damit endet, dass er einen Mann dazu überredet, dessen Frau und deren Geliebten zu erschießen. Eminem tritt in diesem Song als lyrisches Ich auf, das den Gegenspieler zum schlechten Gewissen der Personen bildet. Diesem leiht Dr. Dre seine Stimme und ermahnt die Personen zu rationalem und besonnenem Handeln.
Im September 1999 verklagte Deborah Mathers ihren Sohn auf zehn Millionen US-Dollar Schmerzensgeld wegen übler Nachrede, da er sie in mehreren Interviews als „unstable, law suit-happy drug user“ („labile, prozessfreudige Drogenabhängige“) bezeichnet hatte. Die Klage wurde fallengelassen, nachdem man sich auf eine Zahlung von 10.000 US-Dollar geeinigt hatte.
Im Mai 2000 wurde das Album The Marshall Mathers LP veröffentlicht, auf dem Eminem sich vor allem mit dem Aufstieg zum Star und dem damit verbundenen Einfluss auf die Gesellschaft und Jugend befasst. Neben ernsteren Liedern wie der Single Stan, die unter anderem in Deutschland, Österreich, der Schweiz und Großbritannien die Spitzenposition der Charts erreichte, gab es auch auf diesem Album erneut sehr kontrovers diskutierte Lieder. So lautet eine Zeile aus dem Song I’m Back: „I take seven (kids) from (Columbine), stand ’em all in line“ und der Text des Songs Kim ist ein fiktiver Dialog, an dessen Ende der Protagonist seine Ex-Frau umbringt.
Im August 2000 wurde Eminem zu zwei Jahren Haftstrafe auf Bewährung wegen unerlaubten Waffenbesitzes verurteilt, nachdem er während einer Auseinandersetzung mit einem Geliebten seiner Ehefrau eine ungeladene Waffe gezogen und den Mann krankenhausreif geschlagen hatte. Die im Juni 1999 geschlossene Ehe von Scott und Mathers wurde im Oktober 2001 nach einem Suizidversuch Scotts geschieden. Sie verklagte ihn auf zehn Millionen US-Dollar Schmerzensgeld und beantragte das Sorgerecht für die Kinder wegen übler Nachrede, nachdem Eminem sie bei mehreren Auftritten diffamiert hatte.
2001 verklagte D’Angelo Bailey, ein ehemaliger Mitschüler Mathers’, den Rapper auf 1 Million US-Dollar. Eminem hatte ihn 1999 in einem Song namens Brain Damage als „fettes Kind“ bezeichnet, das ihn mehrmals gemobbt und verprügelt habe. Bailey meinte, durch den Song in einem falschen Licht dargestellt zu werden, und verlangte Schadenersatz. Die Richterin wies die Klage zurück – ihre Begründung, der Song überhöhe das Geschehen erkennbar fiktiv, verkündete sie in Rapform.
Im Mai 2002 erschien Eminems viertes Studioalbum, The Eminem Show. Dieses Album war auch die erste Veröffentlichung des Musiklabels Shady Records, das 1999 von Eminem und seinem Manager Paul Rosenberg gegründet worden war. Das Album unterscheidet sich von seinen Vorgängern vor allem dadurch, dass die Texte weniger aggressiv sind. Obwohl weiterhin kontroverse Themen wie Rassismus, Kritik an der US-Regierung, Terrorismus sowie Frauenverachtung behandelt werden, bekommt das Album durch die Abkehr vom Horrorcore-Rap und durch Eminems ernste und persönliche Vortragsweise einen etwas sanfteren Ton. Lediglich die erste Single Without Me hielt an der Tradition fest, andere Prominente zu verspotten.
Im selben Jahr spielte Eminem die Hauptrolle in dem halb-autobiographischen Film 8 Mile. Darin verkörperte er einen weißen Rapper namens Rabbit. Für sein Kino-Debüt erntete Eminem überwiegend positive Kritiken und gewann einen Oscar für Lose Yourself als besten Original-Song. Der Song wurde zudem mit dem Grammy Award for Best Rap Song und dem Grammy Award for Best Male Rap Solo Performance ausgezeichnet und war in den Kategorien Record of the Year und Song of the Year nominiert.

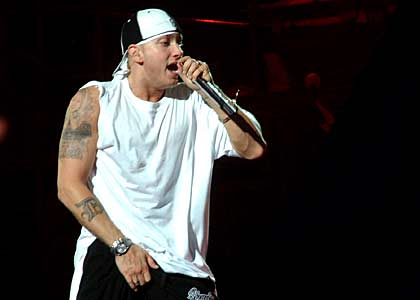
Eminem (2003)

2003 übernahm Mathers auch das Sorgerecht für Scotts zweite Tochter, deren biologischer Vater er nicht ist. Bei den Grammy-Verleihungen erhielt Eminem drei Auszeichnungen. Mathers, der bei einem Großteil seiner Konzerte unter Drogeneinfluss stand, wurde abhängig von Vicodin, Valium und Ambien. Zunächst bestritt er die Gerüchte über seine Abhängigkeit.
Im November 2004 erschien das Nachfolgealbum Encore. Bereits im Verlaufe des Jahres 2004 hatte es immer wieder Gerüchte gegeben, Eminem wolle nur noch ein Album machen und sich anschließend aus dem Musikgeschäft zurückziehen. Der Rapper äußerte sich dazu nicht. Encore setzte Eminems Abkehr vom Horrorcore-Rap fort und enthält viele ernste Tracks. So kritisierte Mathers mit Mosh die Politik von George W. Bush, verarbeitete verschiedene Beefs und widmete das Lied Mockingbird seiner Tochter.
Allerdings enthielt auch dieses Album einige kontroverse Songs. Eminem macht sich in Just Lose It mehrmals über Michael Jackson und dessen Kindesmissbrauchsprozess lustig. Eine Woche nach Veröffentlichung der Single äußerte Jackson in einer Radiosendung seinen Missmut über das Lied, und Stevie Wonder bezeichnete das Musikvideo als „einen Mann schlagen, während er am Boden ist“. Daraufhin entschlossen sich einige amerikanische Fernsehsender, das Video nicht auszustrahlen. Im August 2005 musste Eminem eine Tournee wegen Erschöpfung abbrechen und begab sich wegen seiner Medikamentenabhängigkeit in Therapie. Diese blieb allerdings erfolglos.

### 2006–2008: Musikalische Auszeit
Im Dezember 2005 erschien das Best-of-Album Curtain Call: The Hits. Es sollte laut Eminem „das Ende eines Abschnitts [seiner] Karriere“ sein und auch das Ende seines Alter Egos Slim Shady. Im Januar 2006 heirateten Mathers und Scott zum zweiten Mal, bereits im April desselben Jahres reichten sie erneut die Scheidung ein. Am 11. April 2006 wurde Proof, Trauzeuge und enger Freund von Eminem, bei einer Schießerei vor einem Detroiter Nachtclub erschossen. Diese Schicksalsschläge führten zu einer Verschlimmerung von Mathers’ Drogen- und Alkoholproblemen. Im Dezember des Jahres erschien der Sampler Eminem Presents: The Re-Up, auf dem alle zu diesem Zeitpunkt bei Shady Records unter Vertrag stehenden Künstler vertreten waren.
Ab Mitte 2007 kursierten aufgrund von Aussagen anderer Rapper seines Labels Shady Records Gerüchte über ein neues Eminem-Album. Jeff Bass arbeitete mit Eminem an mehr als 25 Titeln, von denen aber keiner seinen Weg auf die Platte fand. In dieser Periode litt der Rapper außerdem an einer Schreibblockade.
Ende 2007 kam Mathers nach Einnahme einer Überdosis Methadon ins Krankenhaus und begann eine Entziehungskur gegen seine Opioidabhängigkeit, die diesmal erfolgreich endete. Laut eigener Aussage ist Eminem seit April 2008 clean. Ab September 2008 nahmen Eminem und Dr. Dre neue Songs in Florida auf und stellten das nächste Album innerhalb der folgenden Monate fertig.

### 2009 bis heute: Zweite Erfolgsphase

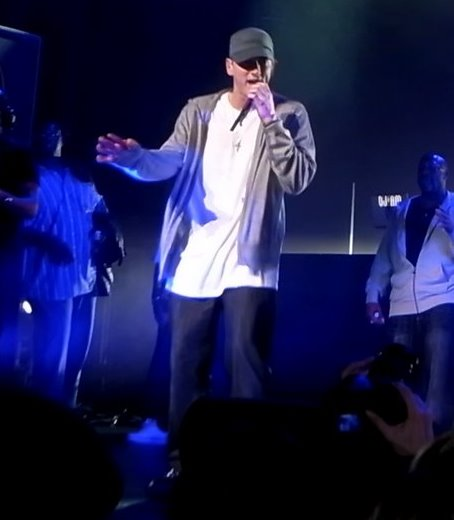
Eminem bei einem Auftritt mit D12 (2009)

Erst im Mai 2009 erschien Eminems nächstes Studioalbum, Relapse. Hauptthemen des Albums sind die überwundene Tablettenabhängigkeit und eine Entzugstherapie, er spielte aber auch auf seine vierjährige Öffentlichkeitsabwesenheit an. Entgegen seiner Ankündigung von 2005 ließ er sein Alter Ego Slim Shady in einigen Liedern, bei denen er ihn in die Rolle eines Serienmörders versetzt, „wiederauferstehen“.
Um die Zeit bis zur Veröffentlichung eines weiteren Albums zu überbrücken, erschien im Dezember 2009 ein Re-Release von Relapse unter dem Namen Relapse: Refill mit sieben zusätzlichen Songs. Im Juni 2010 erschien Eminems siebtes Soloalbum Recovery, das ursprünglich unter dem Titel Relapse 2 für Ende 2009 angekündigt worden war. Auf Recovery sind Kollaborationen mit Künstlern wie Rihanna, Pink oder Lil Wayne zu finden – ein klarer Bruch zu früheren Alben, auf denen stets nur mit Eminem eng verbundene Künstler zu hören waren. Recovery konnte an den Erfolg früherer Veröffentlichungen nahtlos anknüpfen, erreichte in vielen Ländern Platz eins der Charts und brachte dem Rapper mehrere Grammy-Nominierungen ein. Auch die ersten beiden Singles Not Afraid und Love the Way You Lie waren erfolgreich und verkauften sich millionenfach.
Im Juli 2010 trat Eminem das erste Mal seit fünf Jahren wieder bei großen Festivals, unter anderem auch beim bekannten Openair Frauenfeld auf. Diese als The Recovery Tour bezeichneten Auftritte waren gleichzeitig die ersten in seiner Karriere, bei denen er nüchtern und clean war. Im Juni 2011 erschien die EP Hell: The Sequel, die Eminem zusammen mit seinem Freund und Rapper Royce da 5′9″ aufgenommen hat.
Im Mai 2012 gab Eminem bekannt, an seinem achten Soloalbum zu arbeiten, von dem im August 2013 mit Survival ein erstes Lied veröffentlicht wurde, das auch auf dem Soundtrack des Videospiels Call of Duty: Ghosts enthalten ist. Bei den MTV Video Music Awards ebenfalls im August des Jahres wurde das Erscheinen von Eminems achtem Studioalbum The Marshall Mathers LP 2 für November 2013 angekündigt. Die erste Singleauskopplung Berzerk erschien noch im August. Nachdem Anfang Oktober die Tracklist des Albums sowie ein Video zu Survival veröffentlicht worden war, erschien am 15. Oktober mit Rap God eine weitere Singleauskoppelung. Ende des Monats wurde der Song The Monster, bei dem Eminem wieder mit Rihanna zusammenarbeitete, als vierte Single veröffentlicht.
Das Album konnte an den Erfolg Recoverys anknüpfen und stieg in über zehn Ländern – darunter Deutschland, USA und Großbritannien – an die Spitze der Charts.
Als das Wohnhaus, in dem Eminem aufgewachsen war, 2013 abgerissen wurde, sicherte er sich 700 Backsteine aus den Grundmauern des Gebäudes für einen ungewöhnlichen Merchandising-Artikel: Jeweils verpackt in einem Glaskasten mit von Eminem persönlich unterzeichnetem Echtheitszertifikat und dem beigelegten Album The Marshall Mathers LP bot er diese Steine öffentlich zum Verkauf an. Sowohl auf dem Cover des Albums The Marshall Mathers LP aus dem Jahre 2000 als auch auf dem Cover des Nachfolgealbums The Marshall Mathers LP 2 von 2013 ist das Haus abgebildet.
In den folgenden drei Jahren trat Eminem vor allem als Featuregast und Produzent in Erscheinung – so fungierte er für die Alben von Skylar Grey (Don’t Look Down) und Yelawolf (Love Story) als ausführender Produzent. Für den Film Southpaw, in dem er zwischenzeitlich die Hauptrolle hätte übernehmen sollen, war er für den Soundtrack verantwortlich. 2014 präsentierte er mit seinem Manager Paul Rosenberg und der Gruppe Slaughterhouse das Live-Battle-Rap-Format Total Slaughter. Die Hauptveranstaltung fand im Juli im New Yorker Hammerstein Ballroom statt, nachdem in Kooperation mit der Musik-Website WatchLOUD eine vier Episoden umfassende Road to Total Slaughter Videoreihe produziert worden war.
Im selben Jahr war Eminem auf dem Kompilationsalbum Shady XV seines Labels vertreten, das anlässlich des 15-jährigen Jubiläums von The Slim Shady LP erschien. Es enthält Songs von allen zu diesem Zeitpunkt bei Shady Records unter Vertrag stehenden Künstlern und wurde im November veröffentlicht. In einem 18-minütigen Promo-Video – eine in den jeweiligen Heimatstädten von Yelawolf, den Slaughterhouse-Künstlern und Eminem selbst aufgezeichnete A-cappella-Cypher – rappt er knapp sieben Minuten ohne Schnitt ein battlelastiges Arrangement aus Freestyle und Text. Dieselbe Form der Promotion wählte er erneut im Oktober 2016, als er den siebenminütigen Gratistrack Campaign Speech – als One-Take aufgenommen, untermalt durch minimale Instrumentierung – veröffentlichte und ankündigte, an einem neuen Album zu arbeiten.
Bei den BET Hip Hop Awards 2017 wurde eine weitere A-cappella-Performance von Eminem mit dem Titel The Storm ausgestrahlt, in der er den amtierenden US-Präsidenten Donald Trump attackiert. Darin griff er unter anderem Trumps Umgang mit Krisensituationen wie den Hurrikanunglücken von Puerto Rico und dem Massenmord in Las Vegas an und warf ihm vor, mit Twitter-Streitereien über Proteste gegen Rassismus in der National Football League von wirklichen Problemen ablenken zu wollen, wobei er ihn als unpatriotisch und rassistisch darstellte und auch vulgär beleidigte. Ferner bezichtigte er Trump der Kriegstreiberei und verglich dessen Politik gegenüber Nordkorea mit einem Kamikaze-Flieger, der einen „nuklearen Holocaust“ auslösen könnte.
Im November 2017 wurde mit dem Song Walk on Water, auf dem auch die Sängerin Beyoncé zu hören ist, die erste Single aus seinem neunten Studioalbum Revival veröffentlicht, das am 15. Dezember 2017 erschien. Vor allem die Single River, an der der britische Sänger Ed Sheeran mitwirkte, erreichte hohe Chartplatzierungen. Gleichzeitig wurde das Album von Kritikern überwiegend durchschnittlich bewertet.
Im August 2018 veröffentlichte Eminem unangekündigt sein zehntes Studioalbum Kamikaze. und im Januar 2020 sein elftes Studioalbum Music to Be Murdered By. Im Dezember 2020 erschien, ebenfalls ohne Vorankündigung, mit Music to Be Murdered By – Side B eine Deluxe-Edition des Albums inklusive 16 neuer Titel. Am 13. Februar 2022 trat Eminem gemeinsam mit Dr. Dre, Snoop Dogg, Kendrick Lamar, Mary J. Blige, 50 Cent und Anderson Paak bei der Halbzeitshow des Super Bowl LVI auf.
Im August 2022 wurde Eminems zweites Best-of-Album Curtain Call 2 veröffentlicht. Ende Mai 2024 erschien der Song Houdini als erste Singleauskopplung seines zwölften Studioalbums The Death of Slim Shady (Coup de Grâce), das im Juli 2024 veröffentlicht wurde. Im Oktober 2024 trat er in seiner Heimatstadt Detroit auf. Dabei holte er Barack Obama auf die Bühne, um für die Präsidentschaftskandidatur von Kamala Harris zu werben. Eminem sprach über Gefahren für die Meinungs- und Künstlerfreiheit durch eine mögliche zweite Amtszeit Donald Trumps.

## Textinhalte
Seine oft aggressiven Texte kommen vor allem bei den jugendlichen Hörern gut an. Kritiker bemängeln, dass die Texte oft überzeichnete, surreale Gewaltfantasien beinhalten. Er inszeniere sich homophob und frauenfeindlich.
Eminem verbalisiert durch seine Äußerungen Konflikte innerhalb der amerikanischen Gesellschaft so, wie er sie sieht. Von einigen LGBTs wird er als „Schwulenhasser“ und allgemein als „Hassprediger“ bezeichnet. Er selbst sieht sich als einen ehrlichen Menschen, der nur sage, was ihm durch den Kopf gehe, und zum Ausdruck bringe, was andere auch denken, aber nicht sagen. Die Frage sei viel mehr, warum all diese Dinge in seinem Kopf seien:

“My thing is this: If I’m sick enough to think it, then I’m sick enough to say it. Why are these thoughts in my head? A lot of people think a lot worse shit than I do. They just don’t say it.”

Seine homophob wirkenden Texte sieht er als Ergebnis seiner Herkunft an. Wenn man auf der Straße seinen Gegner als „Faggot“ (Schwuchtel) bezeichne, so meine man nicht Schwule an sich, sondern man wolle demjenigen lediglich seine Männlichkeit absprechen. So habe er dieses Wort gelernt und in diesem Sinne gebrauche er es auch:

“People just don’t understand where I come from. ‘Faggot’ to me doesn’t necessarily mean gay people. ‘Faggot’ to me just means… taking away your manhood. You’re a sissy. You’re a coward. […] That’s how I learned the word. Battling with somebody, you do anything you can to strip their manhood away.”

Im Oktober 2010 gab Eminem erstmals ein direktes öffentliches Statement zu seiner Einstellung gegenüber Homosexuellen und antwortete auf die Frage, wie er auf eine Einführung der „Homoehe“ in Michigan reagieren würde:

“I think if two people love each other, then what the hell? I think that everyone should have the chance to be equally miserable, if they want.”

„Wenn sich zwei Leute lieben, denke ich mir: Wo ist das Problem? Ich denke, dass jeder die Chance haben sollte, gleichermaßen unglücklich zu sein, wenn er das will.“

2018 entschuldigte sich Eminem für eine Textzeile, in der er die Verwendung des Wortes „Faggot“ durch Tyler, the Creator thematisiert hatte. In seinem Bestreben, Tyler zu verletzen, habe er durch die eigene Verwendung des Wortes unbeabsichtigt viele andere Menschen verletzt.
Eminem sieht sich als jemand, der mit seinen Texten das „stereotype Rappergehabe“ ironisch überhöht, und will auch seine übrigen Texte so interpretiert sehen: „Nehmt keine Drogen, habt keinen ungeschützten Geschlechtsverkehr, seid nicht gewalttätig – überlasst das mir!“
Hauptsächlich drehen sich die Themen seiner Texte aber um die Verarbeitung seiner Kindheit und Jugend (z. B. Cleanin’ Out My Closet) sowie um seine missglückte Ehe mit Kimberly Scott. Auf der Marshall Mathers LP befindet sich der Titel Kim, auf dem hörspielartig ein Streit zwischen Eminem und seiner damaligen Ehefrau umgesetzt wird. Im Verlauf dieses Streits zerrt Eminem seine Frau in ein Auto. Als sie gegen Ende des Liedes versucht wegzulaufen, schneidet er ihr mit den Worten „Bleed, bitch, bleed“ („Blute, Miststück, blute“) die Kehle durch und legt sie in den Kofferraum. Mehrfach brachte Eminem bei Auftritten in den Nullerjahren eine Sexpuppe mit auf die Bühne, die Kimberly Scott darstellen sollte. Diese Puppe wurde dann unter dem Beifall des Publikums von ihm beschimpft und scheinbar vergewaltigt.
Positive Texte über Frauen behandeln überwiegend seine Töchter. Hailie’s Song stellt das erste Beispiel an Liedern dar, in denen sich Eminem lyrisch an sie richtet. Seine Beziehung zu ihnen reflektiert Eminem mitunter differenziert in Liedern, so ist in Mockingbird aus dem Album Encore die häufige Abwesenheit des Rappers wegen Tourneen ebenso Thema wie später in When I’m Gone. Die Auswirkungen seiner Drogen- und Alkoholsucht auf das Familienleben verarbeitet er in Going Through Changes.

### Reaktionen
Aufgrund gewaltverherrlichender Textinhalte wurde Eminem häufig starker Kritik ausgesetzt, die bis zu Boykottaufrufen von Politikern und Elternverbänden sowie Demonstrationen von Schwulen- und Lesben-Verbänden vor Konzerten reichten. In Neuseeland durfte das Album The Marshall Mathers LP nur an über 18-Jährige verkauft werden. Lynne Cheney, Ehefrau des Ex-US-Vizepräsidenten Dick Cheney, veranlasste einen Ausschuss im US-Kongress gegen unangemessene Gewaltdarstellungen in der Popmusik. Dies ist allerdings kein seltener Fall in der um Öffentlichkeit bedachten innerpolitischen Kämpfe innerhalb der USA. Tipper Gore, Ehefrau des ehemaligen US-Vizepräsidenten Al Gore, gründete in den 1980er-Jahren das Gremium Parents Music Resource Center, eine Organisation gegen Musik mit „eindeutigen Inhalten“ („explicit lyrics“, gemeint waren vordergründig bestimmte Metal- und Rap-Alben). Das Gremium erreichte, dass auf entsprechenden Platten und CDs mit solchen Inhalten Aufkleber mit der Aufschrift „Parental Advisory“ angebracht werden müssen. Die Aufkleber erwiesen sich jedoch im Gegensatz zum gewünschten Effekt eher als Verkaufshilfe. Aufgrund dessen wurde z. B. eine entschärfte Version der Eminem Show ohne Titel 9 herausgegeben, da der auf dem Album befindliche Track Drips laut Aussage einiger Politiker zu hart sei.
Der Rolling Stone wählte Eminem auf Rang 83 der 100 größten Musiker sowie auf Rang 91 der 100 größten Songwriter aller Zeiten.

### Konflikte mit anderen Musikern
Besonders in der frühen Phase seiner Karriere trug Eminem Konflikte mit anderen Musikern lyrisch aus. Meist gingen dem insignifikante Ereignisse voraus, z. B. ärgerte sich die Insane Clown Posse über einen Flyer Eminems oder Everlast meinte, Eminem habe ihn „seltsam beäugt“. Allerdings hatten einige Konflikte und Disses auch essentiellere Gründe wie beispielsweise der textliche Schlagabtausch zwischen Eminem und dem Rapper Cage oder der Eminem-Disstrack von Rapper K-Rino. Cage beschuldigte Eminem unter anderem in dem Song Illest 4 Letter Word dessen künstlerische Persona und Stil auf seinem Major-Debüt The Slim Shady LP kopiert zu haben, was in der Hip-Hop- und Rap-Szene Biting genannt wird und in der Regel als verpönt gilt, woraufhin Eminem auf seinem Song Role Model mit der Zeile „Bought Cages tape, opened it and dubbed over it“ reagierte, während K-Rino in seinem Song Fuck Eminem diesen disste, weil er in einer seiner ersten Aufnahmen mit dem Titel Foolish Pride rassistische Äußerungen gegenüber Afroamerikanerinnen tätigte. Wenn Musiker Disstracks oder Disses in Textzeilen gegen Eminem veröffentlichten, antwortete dieser zumeist in seinen Texten, K-Rino stellte eine der wenigen Ausnahmen dar. Die meisten dieser Konflikte konnten privat geklärt werden. Untypisch hart war die Auseinandersetzung zwischen den Umfeldern von 50 Cent und Ja Rule, in deren Verlauf unter anderem Familienmitglieder der beteiligten Rapper öffentlich beleidigt wurden.
Im Song The Ringer aus dem Jahr 2018 meint Eminem, Disses anderer Musiker gegen ihn würden diese unverdient bekannter machen. Daher sei es für Eminem heutzutage eine Lose-Lose-Situation, auf diese Disses zu reagieren.
Immer wieder fühlen sich Prominente, die Eminem in seinen Texten humoristisch erwähnt, von seinen Pointen angegriffen. Andere hingegen sehen die Erwähnungen positiv.
Eine Episode, die sich durch mehrere Songs von Eminem bzw. Mariah Carey zieht, ist ihre angebliche kurzfristige Beziehung. Carey streitet ab, dass etwas Intimes stattgefunden habe. Im Song Bagpipes from Baghdad vom Album Relapse verunglimpfte Eminem Careys Beziehung zu Nick Cannon. Cannon nannte Eminem daraufhin einen „geborenen Rassisten in Verkleidung“ (“natural born racist in disguise”). Während im Frühjahr 2009 sowohl Eminem als auch Cannon öffentlich beschwichtigten, brachte Mariah Carey im Juni den Song Obsessed heraus. In diesem singt sie über einen Mann, der behauptet, eine Beziehung mit ihr zu haben. Das als Antwort produzierte Eminem-Lied The Warning enthält Anrufbeantworter-Nachrichten, die laut Eminem von Carey selbst stammen, als die beiden zusammen gewesen seien. In der Sonderausgabe zum fünfzehnten Geburtstag des Magazins Vibe wurde Eminem erneut auf den Konflikt angesprochen, gab aber an, er habe mit der Sache abgeschlossen und wolle sich nicht mehr dazu äußern.

## Einfluss
Eminem wird oftmals zugeschrieben, Hip-Hop in konservativ geprägten Bevölkerungsschichten der USA („Middle America“) popularisiert zu haben. Sein zuvor nie von einem Rapper erreichter weltweiter Erfolg habe weißen Rappern Türen geöffnet, gleichzeitig aber für diese die Messlatte hoch gelegt.
Laut der BBC sind Eminems Lieder zu Beginn seiner Karriere so intensiv akademisch untersucht worden wie wohl nicht mehr seit Bob Dylan in den 1960er-Jahren. Dabei seien besonders die lebhaften Porträts von Angehörigen der Unterschicht und von sozialem Unrecht im Fokus gestanden. Eine besondere Resonanz der Musik in der jungen, weißen Unterschicht der Vereinigten Staaten sei feststellbar.
Elton John bezeichnete Eminem als „wahren Dichter“, der Geschichten auf eine kraftvolle und unverwechselbare Weise erzähle. In seiner Lyrik kämen „seine Wut, seine Verletzlichkeit und sein Humor“ zum Vorschein, was an Bob Dylan erinnere. Madonna sagte 2001, sie schätze Eminem als Spiegel dessen, was in der Gesellschaft gerade vor sich gehe. Er provoziere durch freche, wütende und politisch unkorrekte Texte bei seinen Hörern und Nicht-Hörern Diskussionen.
Mitunter wird Eminem ein Anteil an der zunehmenden Diversifizierung von Hip-Hop zugeschrieben. Während in den 1990er-Jahren Gangsta-Rap tonangebend war, zeigte Eminem, dass es möglich war, mit verschiedenen Rapstilen erfolgreich und relevant zu bleiben. Während seine humoristischen Songs Einfluss auf z. B. Lil Dicky hatten, wird NF als Beispiel für einen Rapper genannt, dessen Lieder an Eminems Texte über persönliche Probleme erinnern.

## Rap-Stil
Eminems Rap-Stil ist stark geprägt von einer komplexen mehrsilbigen Binnenreim-Technik. Er neigt dazu, Reime innerhalb seiner Texte stark zu verschachteln. Außerdem macht er regelmäßig Gebrauch von wohlüberlegten Wortspielen und Metaphern sowie dem rhetorischen Stilmittel der Übertreibung.

## Diskografie
Studioalben

| Jahr | Titel Musiklabel                                                                      | Höchstplatzierung, Gesamtwochen, AuszeichnungChartplatzierungen (Jahr, Titel, Musiklabel, Platzierungen, Wochen, Auszeichnungen, Anmerkungen) | Höchstplatzierung, Gesamtwochen, AuszeichnungChartplatzierungen (Jahr, Titel, Musiklabel, Platzierungen, Wochen, Auszeichnungen, Anmerkungen) | Höchstplatzierung, Gesamtwochen, AuszeichnungChartplatzierungen (Jahr, Titel, Musiklabel, Platzierungen, Wochen, Auszeichnungen, Anmerkungen) | Höchstplatzierung, Gesamtwochen, AuszeichnungChartplatzierungen (Jahr, Titel, Musiklabel, Platzierungen, Wochen, Auszeichnungen, Anmerkungen) | Höchstplatzierung, Gesamtwochen, AuszeichnungChartplatzierungen (Jahr, Titel, Musiklabel, Platzierungen, Wochen, Auszeichnungen, Anmerkungen) | Anmerkungen |
| Jahr | Titel Musiklabel                                                                      | DE | AT | CH | UK | US | Anmerkungen |
| ---- | ------------------------------------------------------------------------------------- | --- | --- | --- | --- | --- | --- |
| 1996 | Infinite Web Entertainment                                                            | — | — | — | — | — | Erstveröffentlichung: 12. November 1996 limitierte Auflage von 1000 Stück                                         |
| 1999 | The Slim Shady LP Aftermath/Interscope                                                | DE51 (17 Wo.)DE | AT12 (11 Wo.)AT | CH25 Gold · (27 Wo.)CH | UK10 ×3Dreifachplatin · (134 Wo.)UK | US2 ×5Fünffachplatin · (105 Wo.)US | Erstveröffentlichung: 23. Februar 1999 Verkäufe: + 18.000.000 Grammy Awards 2000: Bestes Rap-Album                |
| 2000 | The Marshall Mathers LP Aftermath/Interscope                                          | DE3 ×3Dreifachplatin · (86 Wo.)DE | AT1 Platin · (57 Wo.)AT | CH2 ×4Vierfachplatin · (74 Wo.)CH | UK1 ×9Neunfachplatin · (95 Wo.)UK | US1 Diamant + Platin · (173 Wo.)US | Erstveröffentlichung: 23. Mai 2000 Verkäufe: + 34.370.000 Grammy Awards 2001: Bestes Rap-Album                    |
| 2002 | The Eminem Show Shady/Aftermath/Interscope                                            | DE1 ×3Dreifachplatin · (… Wo.)DE | AT1 ×2Doppelplatin · (166 Wo.)AT | CH1 ×3Dreifachplatin · (196 Wo.)CH | UK1 ×7Siebenfachplatin · (158 Wo.)UK | US1 ×2Diamant + Doppelplatin · (443 Wo.)US | Erstveröffentlichung: 26. Mai 2002 Verkäufe: + 36.878.000 Grammy Awards 2003: Bestes Rap-Album                    |
| 2004 | Encore Shady/Aftermath/Interscope                                                     | DE1 ×3Dreifachgold · (38 Wo.)DE | AT2 Platin · (23 Wo.)AT | CH1 Platin · (21 Wo.)CH | UK1 ×4Vierfachplatin · (43 Wo.)UK | US1 ×5Fünffachplatin · (54 Wo.)US | Erstveröffentlichung: 12. November 2004 Verkäufe: + 21.000.000                                                    |
| 2009 | Relapse / Relapse: Refill Shady/Aftermath/Interscope                                  | DE2 Gold · (20 Wo.)DE | AT2 Gold · (17 Wo.)AT | CH2 Platin · (24 Wo.)CH | UK1 ×2Doppelplatin · (28 Wo.)UK | US1 ×3Dreifachplatin · (90 Wo.)US | Erstveröffentlichung: 15. Mai 2009 / 21. Dezember 2009 Verkäufe: + 9.130.000 Grammy Awards 2010: Bestes Rap-Album |
| 2010 | Recovery Shady/Aftermath/Interscope                                                   | DE2 ×3Dreifachgold · (35 Wo.)DE | AT1 ×2Doppelplatin · (34 Wo.)AT | CH1 Platin · (44 Wo.)CH | UK1 ×4Vierfachplatin · (62 Wo.)UK | US1 ×8Achtfachplatin · (322 Wo.)US | Erstveröffentlichung: 18. Juni 2010 Verkäufe: + 20.000.000 Grammy Awards 2011: Bestes Rap-Album                   |
| 2013 | The Marshall Mathers LP 2 Shady/Aftermath/Interscope                                  | DE1 ×3Dreifachgold · (22 Wo.)DE | AT1 ×2Doppelplatin · (16 Wo.)AT | CH1 Platin · (24 Wo.)CH | UK1 ×2Doppelplatin · (71 Wo.)UK | US1 ×4Vierfachplatin · (189 Wo.)US | Erstveröffentlichung: 5. November 2013 Verkäufe: + 10.750.000 Grammy Awards 2015: Bestes Rap-Album                |
| 2017 | Revival Shady/Aftermath/Interscope                                                    | DE2 Gold · (22 Wo.)DE | AT2 Platin · (19 Wo.)AT | CH1 (23 Wo.)CH | UK1 Platin · (36 Wo.)UK | US1 Platin · (31 Wo.)US | Erstveröffentlichung: 15. Dezember 2017 Verkäufe: + 3.510.000                                                     |
| 2018 | Kamikaze Shady/Aftermath/Interscope                                                   | DE2 Gold · (26 Wo.)DE | AT1 Platin · (26 Wo.)AT | CH1 (39 Wo.)CH | UK1 Platin · (55 Wo.)UK | US1 Platin · (73 Wo.)US | Erstveröffentlichung: 31. August 2018 Verkäufe: + 5.327.000                                                       |
| 2020 | Music to Be Murdered By / Music to Be Murdered By – Side B Shady/Aftermath/Interscope | DE2 Gold · (28 Wo.)DE | AT1 Platin · (38 Wo.)AT | CH1 (44 Wo.)CH | UK1 Platin · (44 Wo.)UK | US1 Platin · (121 Wo.)US | Erstveröffentlichung: 17. Januar 2020 / 18. Dezember 2020 Verkäufe: + 5.591.000                                   |
| 2024 | The Death of Slim Shady (Coup de Grâce) Shady/Aftermath/Interscope                    | DE2 (23 Wo.)DE | AT1 (19 Wo.)AT | CH1 (19 Wo.)CH | UK1 Gold · (25 Wo.)UK | US1 (… Wo.)US | Erstveröffentlichung: 12. Juli 2024 Verkäufe: + 235.000                                                           |

## Filmografie
An den hier gelisteten Filmen und Serien wirkte Eminem selbst mit. Werke, die von unabhängigen Personen über den Künstler gedreht wurden, sind nicht enthalten. Der bekannteste Film, in dem Eminem mitspielte, ist 8 Mile, für den er unter anderem 2003 einen Oscar für den besten Original-Song mit Lose Yourself gewann.

### Filme
| Jahr | Film                                   | Rolle                       | Regisseur                      | Anmerkungen |
| ---- | -------------------------------------- | --------------------------- | ------------------------------ | --- |
| 2000 | Da Hip Hop Witch                       | er selbst                   | Dale Resteghini                | • Parodiefilm von The Blair Witch Project • weitere Darsteller: Ja Rule, Vanilla Ice, Mobb Deep u. a. |
| 2001 | The Wash                               | Chris                       | DJ Pooh                        | • Erstveröffentlichung: 16. November 2001 • weitere Darsteller: Dr. Dre, Snoop Dogg u. a. |
| 2002 | 8 Mile                                 | Jimmy „B-Rabbit“ Smith, Jr. | Curtis Hanson                  | • Erstveröffentlichung: 8. November 2002 • weitere Darsteller: Kim Basinger, Brittany Murphy, Mekhi Phifer u. a. • MTV Movie Awards 2003: Bester Schauspieler und Bester Newcomer • Teen Choice Awards 2003: Film – Choice Actor, Drama, Action/Adventure und Film – Choice Movie Breakout Star, Male |
| 2003 | 50 Cent: The New Breed                 | er selbst                   | Don Robinson und Damon Johnson | • Erstveröffentlichung: 15. April 2003 • Dokumentarfilm • weitere Darsteller: 50 Cent, Dr. Dre, Lloyd Banks und Tony Yayo |
| 2009 | Wie das Leben so spielt                | er selbst                   | Judd Apatow                    | • Erstveröffentlichung: 31. Juli 2009 • Cameo-Auftritt • weitere Darsteller: Adam Sandler, Seth Rogen, Leslie Mann u. a. |
| 2012 | Something from Nothing: The Art of Rap | er selbst                   | Ice-T                          | • Erstveröffentlichung: 15. Juni 2012 • Dokumentarfilm • weitere Darsteller: Dr. Dre, Ice Cube, Kanye West, Nas, Snoop Dogg, Xzibit uvm. |
| 2012 | How to Make Money Selling Drugs        | er selbst                   | Matthew Cooke                  | • Erstveröffentlichung: September 2012 • Dokumentarfilm • weitere Darsteller: 50 Cent, Woody Harrelson, Susan Sarandon u. a. |
| 2014 | The Interview                          | er selbst                   | Evan Goldberg, Seth Rogen      | • Erstveröffentlichung: 25. Dezember 2014 • Komödie • Cameo-Auftritt • weitere Darsteller: James Franco, Seth Rogen, Lizzy Caplan uvm. |

### Serien
| Jahr      | Serie               | Rolle          | Regisseur                                      | Anmerkungen                                                                              |
| --------- | ------------------- | -------------- | ---------------------------------------------- | ---------------------------------------------------------------------------------------- |
| 2000–2003 | The Slim Shady Show | er selbst      | Paul Rosenberg, Mark Brooks und Peter Gilstrap | • komplett animierte Serie mit elf je 5-minütigen Episoden                               |
| 2004      | Crank Yankers       | Billy Fletcher | Adam Carolla, Daniel Kellison und Jimmy Kimmel | • mit Puppen nachgestellte Telefongespräche • Eminem wirkt in Staffel 2 – Episode 21 mit |
| 2010      | Entourage           | er selbst      | David Nutter                                   | • Eminem wirkt in Staffel 7 – Episode 10 mit                                             |
| 2021      | BMF                 | White Boy Rick | 50 Cent                                        | • Eminem wirkt in Staffel 1 – Episode 7 mit                                              |

## Auszeichnungen
Oscar
- 2003: „Best Original Song“ zu 8 Mile (Lose Yourself)

Grammy Awards
- 2000: „Best Rap Solo Performance“ (My Name Is)
- 2000: „Best Rap Album“ (The Slim Shady LP)
- 2001: „Best Rap Solo Performance“ (The Real Slim Shady)
- 2001: „Best Rap Performance by Duo or Group“ (Forgot About Dre) (mit Dr. Dre)
- 2001: „Best Rap Album“ (The Marshall Mathers LP)
- 2003: „Best Short Form Music Video“ (Without Me)
- 2003: „Best Rap Album“ (The Eminem Show)
- 2004: „Best Rap Solo Performance“ (Lose Yourself)
- 2004: „Best Rap Song“ (Lose Yourself)
- 2010: „Best Rap Album“ (Relapse)
- 2010: „Best Rap Performance by a Duo or Group“ (Crack a Bottle) (mit Dr. Dre und 50 Cent)
- 2011: „Best Rap Album“ (Recovery)
- 2011: „Best Rap Solo Performance“ (Not Afraid)
- 2015: „Best Rap Album“ (The Marshall Mathers LP 2)
- 2015: „Best Rap/Sung Collaboration“ (The Monster) (mit Rihanna)

Echo
- 2001: „Hip Hop Act des Jahres international“ (The Marshall Mathers LP)
- 2003: „Künstler/Künstlerin/Gruppe HipHop International“ (The Eminem Show)
- 2005: „Künstler/Künstlerin/Gruppe des Jahres Hip-Hop/R&B (international)“ (Encore)
- 2007: „Künstler/Künstlerin/Gruppe des Jahres Hip-Hop/R&B (international)“ (Curtain Call: The Hits)
- 2011: „Künstler/Künstlerin/Gruppe Hip Hop/Urban (national oder international)“ (Recovery)
- 2014: „Künstler/Künstlerin/Gruppe Hip Hop/Urban (international)“ (The Marshall Mathers LP 2)

Nominiert
- 2010: „Künstler/Künstlerin/Gruppe Hip Hop/Urban (national oder international)“ (Relapse)

Comet
- 2003: „Hip-Hop International“